# Jesper Asselman
Jesper Asselman (Delft, 12 maart 1990) is een Nederlandse voormalige  wielrenner die laatstelijk in 2020 voor Metec-TKH Continental Cyclingteam p/b Mantel uitkwam. In de Eneco Tour van 2015 droeg hij twee dagen de leiderstrui.

## Baanwielrennen

### Palmares
| Jaar | NK                                         | EK    | WK | Overig                 |
| ---- | ------------------------------------------ | ----- | -- | ---------------------- |
| 2011 | Derny                                      |       |    |                        |
| 2012 | 50km                                       |       |    |                        |
| 2013 | Scratch                                    |       |    | Dublin: Scratch        |
| 2014 | Derny                                      |       |    |                        |
| 2015 | Derny · Ploegkoers · Puntenkoers · Scratch | Derny |    | Rotterdam: Puntenkoers |
| 2016 |                                            | Derny |    |                        |

## Wegwielrennen

### Overwinningen
2011
2e etappe deel B Ronde van León (ploegentijdrit)
2014
1e etappe Ronde van Slowakije (ploegentijdrit)
2016
Ronde van Drenthe
2019
1e etappe Ronde van Yorkshire

### Resultaten in voornaamste wedstrijden
|      | \| Jaar \| Gent-Wevelgem \| Ronde van Vlaanderen \| Parijs-Roubaix \| Luik-Bast.‑Luik \| Parijs-Tours \| Waalse Pijl \| Omloop Het Nieuwsblad \| \| ---- \| ------------- \| -------------------- \| -------------- \| --------------- \| ------------ \| ----------- \| --------------------- \| \| 2015 \| \| \| \| opgave \| opgave \| opgave \| 15e \| \| 2016 \| 54e \| 106e \| \| \| 17e \| \| opgave \| \| 2017 \| opgave \| opgave \| opgave \| \| 31e \| \| 41e \| \| 2018 \| \| \| \| \| 26e \| \| \| \| 2019 \| opgave \| opgave \| buit.tijd \| \| opgave \| \| opgave \| |                      |                |                 |              |             |                       |
| Jaar | Gent-Wevelgem | Ronde van Vlaanderen | Parijs-Roubaix | Luik-Bast.‑Luik | Parijs-Tours | Waalse Pijl | Omloop Het Nieuwsblad |
| 2015 | |                      |                | opgave          | opgave       | opgave      | 15e                   |
| 2016 | 54e | 106e                 |                |                 | 17e          |             | opgave                |
| 2017 | opgave | opgave               | opgave         |                 | 31e          |             | 41e                   |
| 2018 | |                      |                |                 | 26e          |             |                       |
| 2019 | opgave | opgave               | buit.tijd      |                 | opgave       |             | opgave                |

## Ploegen
- 2009 –  Van Vliet-EBH Elshof
- 2010 –  Van Vliet-EBH Elshof
- 2011 –  Rabobank Continental Team
- 2012 –  Raiko Stölting
- 2013 –  Metec-TKH Continental Cyclingteam
- 2014 –  Metec-TKH Continental Cyclingteam
- 2015 –  Roompot Oranje Peloton
- 2016 –  Roompot-Oranje Peloton
- 2017 –  Roompot-Nederlandse Loterij
- 2018 –  Roompot-Nederlandse Loterij
- 2019 –  Roompot-Charles
- 2020 –  Metec-TKH Continental Cyclingteam p/b Mantel

Asselman ·
van Baarle ·
Bol ·
Boskamp ·
Bovenhuis ·
Bulgaç ·
Dennis ·
Dumoulin ·
Goos ·
Hofland ·
Kelderman ·
Kreder · 
van der Lijke ·
Markus ·
Olivier ·
Riesebeek ·
Sinkeldam
Asselman · Duijn · van Empel · van Ginneken · van Goethem · Groenewegen · Honig · Hoogerland · Kerkhof · M. Kreder · R. Kreder · W. Kreder · Lammertink · Looij · de Maar · Slik · Terpstra · de Vries
Ariesen · Asselman · Budding · van Empel · van Ginneken · van Goethem · van der Hoorn · Kreder · Ligthart · van der Lijke · Looij · Meijers · Mouris · Reinders · Riesebeek · Tusveld · Vermeltfoort · de Vries · Weening
Ariesen · Asselman · Budding · van Empel · Gerts · van Ginneken · van Goethem · de Greef · van der Hoorn · Ligthart · van der Lijke · Meijers · Reinders · Riesebeek · van Schip · Vermeltfoort · Weening · Wippert
Asselman · Boom · De Bie · De Witte · Duijn · M. Lammertink · Leysen · Livyns · Reinders · Riesebeek · Steels · Timmermans · Van Ginneken · Van der Lijke · Van Poppel · van Schip · Van Staeyen · Weening